# لئونتین سالایان
لئونتین سالایان (Leontin Sălăjan) (مجاری: Szilágyi Ignác; ۱۹ ژوئن ۱۹۱۳ – ۲۸ اوت ۱۹۶۶) یک رهبر نظامی و سیاسی کمونیست رومانی بود.
در درون حزب، وی از سال ۱۹۴۵ عضو کمیته مرکزی بود و با روی کار آمدن چائوشسکو به دبیرکل در سال ۱۹۶۵، او ابتدا به عنوان عضو جایگزین دفتر سیاسی و سپس عضو کمیته اجرایی شد. وی پس از یک عمل زخم ناکام درگذشت که گمانه‌زنی‌های زیادی را در پی داشت. در ماه مه ۱۹۶۶، وی در یک نشست پرتنش در مسکو با مارشال اتحاد جماهیر شوروی آندری گرچکو شرکت کرده بود، و این دو خواهان افزایش مشارکت نظامی رومانی در پیمان ورشو و طرف رومانیایی بودند.
سالایان که به‌طور فزاینده‌ای از استقلال کشور مطمئن شده بود در پذیرش این ایده تردید داشتند. همانند مرگ جنجالی گئورگیو-دِی، یک سال قبل از آن صورت گرفت، پس از جراحی توسط پزشکان در بیمارستان الیاس، پایان سالایان رقم خورد. طبق گفته یک متخصص بیهوشی که حضور داشت، چائوشسکو پس از اولین عمل ظاهر شد و پزشکان را تشویق کرد که: "رفقا، کاری قهرمانانه انجام دهید!"